# Kabinett Törngren
Das Kabinett Törngren war das 38. Regierungskabinett in der Geschichte Finnlands. Es amtierte vom 5. Mai 1954 bis zum 20. Oktober 1954 (169 Tage).
Nach der Parlamentswahl im März 1954 einigten sich der Landbund unter Urho Kekkonen und die Sozialdemokratische Partei erstmals zu einer gemeinsamen Regierung seit einer Wirtschaftskrise, deren Lösung die beiden mächtigsten Parteien entzweit hatte. Allerdings wurde mit dem bisherigen Außenminister Ralf Törngren ein Mitglied der Schwedischen Volkspartei zum Ministerpräsidenten gewählt. Im Oktober bildeten Landbund und Sozialdemokraten schließlich eine Regierung unter Führung Kekkonens und ohne die Schwedische Volkspartei, die bis zur Wahl Kekkonens zum Staatspräsidenten 1956 im Amt blieb.

## Minister
| Amt                                             | Name                                                                                    | Partei                                        |
| ----------------------------------------------- | --------------------------------------------------------------------------------------- | --------------------------------------------- |
| Ministerpräsident                               | Ralf Törngren                                                                           | Schwedische Volkspartei                       |
| Außenminister                                   | Urho Kekkonen                                                                           | Landbund                                      |
| Justizminister                                  | Yrjö Puhakka                                                                            | parteilos                                     |
| Innenminister                                   | Väinö Leskinen                                                                          | Sozialdemokratische Partei Finnlands          |
| Verteidigungsminister                           | Emil Skog                                                                               | Sozialdemokratische Partei Finnlands          |
| Finanzminister                                  | Vieno Sukselainen                                                                       | Landbund                                      |
| Stellvertr. Finanzminister                      | Martti Miettunen                                                                        | Landbund                                      |
| Bildungsminister                                | Johannes Virolainen                                                                     | Landbund                                      |
| Landwirtschaftsminister                         | Viljami Kalliokoski                                                                     | Landbund                                      |
| Stellvertr. Landwirtschaftsminister             | Hannes Tiainen                                                                          | Sozialdemokratische Partei Finnlands          |
| Verkehrs- und Infrastrukturminister             | Martti Miettunen                                                                        | Landbund                                      |
| Stellvertr. Verkehrs- und Infrastrukturminister | Aku Sumu                                                                                | Sozialdemokratische Partei Finnlands          |
| Handels- und Industrieminister                  | Penna Tervo                                                                             | Sozialdemokratische Partei Finnlands          |
| Sozialminister                                  | Tyyne Leivo-Larsson                                                                     | Sozialdemokratische Partei Finnlands          |
| Stellvertr. Sozialminister                      | 5. Mai 1954 – 20. Oktober 1954 Vieno Simonen 7. Juli 1954 bis 20. Oktober 1954 Aku Sumu | Landbund Sozialdemokratische Partei Finnlands |